# Ramazan Kahya
Ramazan Kahya (* 16. September 1984 in Istanbul) ist ein türkischer Fußballspieler.

## Karriere
Kahya kam in Bornova, einem Stadtteil der westtürkischen Millionenmetropole Izmir auf die Welt und begann hier 1997 in der Nachwuchsabteilung von Çamdibigücü mit dem Vereinsfußball. 2002 zog er in die Jugend von Altay Izmir weiter. Hier wurde er 2002 in den Profikader aufgenommen und spielte bis zum Sommer 2005 für die Profimannschaft. In der Sommerperiode 2005 wechselte er zum Erstligisten Malatyaspor. Hier spielte er erst bis zur nächsten Winterpause und wurde für die Rückrunde an Sakaryaspor. Am Saisonende kehrte er dann zu Malatyaspor. Für diesen Verein, der in der Zwischenzeit den Klassenerhalt verfehlt hatte, spielte er dann nachfolgenden zweieinhalb Spielzeiten und zog dann zum Erstligisten Ankaraspor weiter.
Zur Saison 2009/10 wechselte er zum Zweitligisten Konyaspor. Mit diesem Klub wurde er zum Saisonende Play-off-Sieger der TFF 1. Lig und stieg in die Süper Lig auf. Nach dem Aufstieg blieb er noch eine halbe Saison bei Konyaspor und wechselte dann zum Drittligisten Göztepe Imir. Mit diesem Klub beendete er die Drittligasaison 2010/11 als Meister der TFF 2. Lig und stieg in die TFF 1. Lig.
Nach dem Aufstieg mit Göztepe zog Kahya zum Drittligisten Yeni Malatyaspor weiter. Auch mit diesem Klub wurde er Drittligasaison 2014/15 Meister und stieg in die TFF 1. Lig auf. Im Sommer 2016 wechselte er zum Ligarivalen Büyükşehir Gaziantepspor und im Sommer 2017 zum Drittligisten Kahramanmaraşspor.

### Nationalmannschaft
Kahya wurde im Rahmen der Mittelmeerspiele 2005 in den Kader der Olympiaauswahl der Türkei berufen und wurde in diesem Turnier in allen fünf Spielen eingesetzt. Mit seiner Mannschaft schaffte er es bis ins Final, unterlag hier dem Gastgeber Spanien und wurde Silbermedaillengewinner.

## Erfolge
Mit Konyaspor
- Play-off-Sieger der TFF 1. Lig und Aufstieg in die Süper Lig: 2009/10

Mit Göztepe Izmir
- Meister der TFF 1. Lig und Aufstieg in die TFF 1. Lig: 2010/11

Mit Yeni Malatyaspor
- Meister der TFF 1. Lig und Aufstieg in die TFF 1. Lig: 2014/15

Mit olympischer Auswahl der Türkei
- Silbermedaille Mittelmeerspiele: 2005